# Umowa z Saarbrücken
Umowa z Saarbrücken – porozumienie francusko-niemieckie zawarte w niemieckim mieście Saarbrücken 13 lipca 1984.
Dotyczyło zniesienia granic w ruchu pomiędzy obydwoma krajami. Porozumienie przewidywało realizację umowy w trzech etapach:
- I – do zrealizowania natychmiastowego;
- II – (tzw. drugi krok) do wykonania do października 1984;
- III – (tzw. trzeci krok) do zrealizowania do końca 1986 roku.

Porozumienie z Saarbrücken stało się protoplastą Układu z Schengen.